# 石牆傑克森
湯瑪士·喬納桑·傑克森（英語：Thomas Jonathan Jackson，1824年1月21日—1863年5月10日），綽號「石牆」（Stonewall），美國內戰期間著名的南軍將領。

## 內戰時期
湯瑪士·傑克森在羅伯特·李将军的北維吉尼亞軍團轄下一個兵團任指揮官。他於1861年4月27日成立了一個軍旅。

## 第一次馬納沙斯之役
石牆傑克森與一批維吉尼亞軍團趕到戰場；畢將軍的軍團正在撤退，因為北軍大砲佔領了馬修山，阻止了畢將軍軍團的前進。
北軍步兵在大砲的掩護下推進，石牆傑克森的軍旅開始迎戰。雙方開火後南軍就衝鋒殺敵，北軍被打敗，馬修山失守，大砲被搶。石牆傑克森和他成立的軍旅在這戰役中一舉成名，開始被稱呼為石牆旅。但石牆傑克森常稱石牆旅為“維吉尼亞第一旅”。

## 河谷會戰
當湯瑪士·傑克森獲得“石牆”的美名同時，在西線，南軍擋不住格蘭特的攻勢，節節敗退，為了逼使更多北軍前往維吉尼亞戰區，李希望可以在維吉尼亞發動大型戰事，以免格蘭特把西部的南軍擊潰。石牆傑克森遂決定於1862年派兵攻擊馬里蘭州，不過，在漢考克之役中石牆旅的砲轟未能打倒防守的北軍，於是引他們再次深入南方內陸的雪倫多亞河谷；而林肯亦決定派更多軍人追趕「撤到雪倫多亞河谷的南軍」。
3月22日，北軍軍官約翰率9,000人在第一次克恩斯鎮之役打敗石牆的3,400人，是其第一次，亦是唯一一次被打敗。
5月8至9日，北軍有兩個旅想組成一支較大的部隊，石牆傑克森先發制人，率6,000南軍進攻麥克道威。5月8日，南軍渡過考帕斯徹河（Cowpasture River）時遭到北軍的突擊，但四小時後，北軍被打退，撤回麥克道威。次日，北軍再次發動進攻，但大敗而回，南軍進入麥克道威。

## 死亡
他在錢斯勒斯維爾戰役中被己方軍隊誤傷致死。
羅伯特·李在听到傑克森的死讯后对自己的炊事兵說“威廉，我失去了我的右臂”。

## 纪念
1904年弗吉尼亚州议会将杰克逊的生日作为州假日——李-傑克森紀念日；2020年7月起纪念日庆祝活动被取消，选举日作为替代假期。